# 硫氰酸乙酯
硫氰酸乙酯是一种硫氰酸酯，化学式 C2H5SCN，和异硫氰酸乙酯是异构体。

## 制备
硫氰酸乙酯可以由乙基氯化硫和氰化钠反应而成。
C2H5SCl + NaCN → C2H5SCN + NaCl

## 性质
硫氰酸乙酯是一种很臭、几乎不溶于水的无色可燃液体。

## 用处
硫氰酸乙酯被二硫苏糖醇还原，产生氢氰酸。它也可以用作杀虫剂。

## 危险性
硫氰酸乙酯会和空气形成爆炸性混合物，闪点 42 °C。